# Meša Selimović
Mehmed "Meša" Selimović (Tuzla, 1910. április 26. — Belgrád, 1982. július 11.) szerb író és esszéista.

## Életpályája
Gimnáziumi tanulmányait szülőhelyén, Tuzlában végezte, a bölcsészetet Belgrádban hallgatta. Harcolt a népfelszabadító háborúban, majd 1947-ben Szarajevóba költözött, ahol a helyi pedagógiai főiskola tanára, az egyetem bölcsészettudományi karának docense, a Bosna Filmvállalat művészeti igazgatója, valamint a szarajevói Nemzeti Színház Drámai Szekciójának vezetője és a Svjetlost Könyvkiadó szerkesztője volt. Negyvenéves korában jelent meg első novelláskötete, a Prva četa ('Az első csapat', 1950), és ötvenegy, amikor első regényét kiadták Tamnica ('Börtön', 1961) címmel. 
Emlékére alapították 1988-ban a Meša Selimović-díjat.

## Művei
- Prva četa ('Az első csapat', novellák, 1950)
- Tamnica ('Börtön', regény, 1961)
- Tišine ('Csöndek', regény, 1961)
- Magla i mjesečina ('Köd és holdvilág', regény, 1965)
- Tudja zemlja ('Idegen föld', novellák, 1962)
- Derviš i smrt (1966, ford. Csuka Zoltán, A dervis és a halál, 1968)
- Eseji i ogledi ('Esszék és tanulmányok', 1966)
- Za i protiv Vuka ('Vuk mellett és ellene', esszék, 1967)
- Pisci, mišljenja i razgovori ('írók, vélemények és beszélgetések', 1970)
- Trdjava (1970, ford. Csuka Zoltán, Az erőd és foglya, 1972)
- Ostrvo (1974, ford. Csuka Zoltán, Ketten a szigeten, 1976)
- Sjećanja ('Emlékezések', 1976)
- Krug ('Kör', 1983)

## Forrás
- Világirodalmi lexikon 12. Rjab–Sez (1991) 753-754. old.. adt.arcanum.com. (Hozzáférés: 2023. január 1.)